# Mufulira Wanderers Football Club
Il Mufulira Wanderers Football Club è un club calcistico zambiano di Mufulira.

## Storia
Il club venne fondato nel 1953 come Mufulira Mine Team per assumere il nome di Mufulira Wanderers Football Club nel 1962.
Nel 1963 vince il suo primo campionato zambiano. Il club si è aggiudicato nove tornei in totale, risultando così il secondo sodalizio più vincente di sempre dopo il Nkana. Il Wanderers ha vinto inoltre nove coppe dello Zambia e nove Zambian Challenge Cup, risultando così primatista in entrambe le competizioni.
Nel 1977 i Wanderers raggiunsero le semifinali della Coppa dei Campioni d'Africa, venendo eliminati dai ghanesi dell'Hearts of Oak.

## Palmarès

### Competizioni nazionali
- Campionato di calcio dello Zambia: 9

1963, 1965, 1966, 1967, 1969, 1976, 1978, 1995, 1996
- Coppa dello Zambia: 9

1965, 1966, 1968, 1971, 1973, 1974, 1975, 1988, 1995
- Zambian Challenge Cup: 9

1967, 1968, 1969, 1978, 1984, 1986, 1994, 1996, 1997

### Altri piazzamenti
- Coppa delle Coppe d'Africa:

Semifinalista: 1975, 1978